# Coxa saltans
Bei Coxa saltans („schnappende Hüfte“), wahlweise auch "Amonsche Schnapphüfte" genannt, handelt es sich um ein Krankheitsbild, das es in zwei Varianten gibt. Bei der häufigeren äußeren schnappenden Hüfte gleitet ein Strang des als Tractus iliotibialis bezeichneten Anteils der Fascia lata, einer Muskelfaszie des Oberschenkels, in zu geringem Abstand über den großen Umdreher (Trochanter major) des Oberschenkelknochens. Hierdurch kann es bei Beugung (Flexion) oder Streckung (Extension) im Hüftgelenk zu einem Hängenbleiben von Teilen des Tractus am Trochanter major und schließlich zu ruckartigem Überspringen des Trochanter kommen, das sich in einem hör- und fühlbaren Schnappen äußern kann. Gelegentlich bestehen Schmerzen. Daneben gibt es die seltenere innere schnappende Hüfte.

## Ursache
Zugrunde liegen kann eine Lücke oder eine Schwäche der Faszie um den Tractus iliotibialis am Trochanter major.

## Symptome
Neben dem tast- und hörbaren Schnappen bestehen normalerweise keine Beschwerden. Bei einer zusätzlichen Reizung kann es zu Schmerzen kommen.

## Therapie
Bei Beschwerden empfehlen sich zur Therapie Krankengymnastik, Schmerzmedikamente oral oder lokale Infiltration mit Lokalanästhetika. Bei fortbestehenden Beschwerden muss gegebenenfalls eine operative Versorgung durch Doppelung der Muskelfaszie oder einer Fixierung der Faszie am Trochanter major erfolgen.